# Kattlebergstunneln
Kattlebergstunneln är en järnvägstunnel genom Örnäsberget, strax norr om Älvängen i Ale kommun. Tunneln påbörjades 2009 och öppnades för trafik i augusti 2012. Den 1,8 km långa dubbelspåriga tunneln är en del av Norge/Vänerbanan och ersatte en äldre enkelspårig sträckning väster om berget. Tunneln sträcker sig mellan byarna Kattleberg och Båstorp. Vid den senare fanns före andra världskriget en hållplats med samma namn som berget.